# Hans Windels
Johannes Heinrich Hans Windels (* 10. April 1882 in Dorum, Land Wursten; † 5. Dezember 1949 in Leer) war ein deutscher Verwaltungsjurist.

## Leben
Windels studierte an der Julius-Maximilians-Universität Würzburg Rechtswissenschaft. Wie Richard Forthuber wurde er 1902 im Corps Rhenania Würzburg recipiert. Er bewährte sich einmal als Subsenior und zweimal als Senior. Nach den Examen trat er in die innere Verwaltung Preußens. In der Provinz Hannover wurde er 1919 Landrat des Landkreises Osterode am Harz. Er folgte Alfred von Stockmar. Er war von 1919 bis 1929 Abgeordneter des Hannoverschen Provinziallandtages. Nach neun Jahren im Landratsamt wurde er 1928 Direktor der Harzwasserwerke. Von 1946 bis 1949 war er noch Landrat im Landkreis Leer. Der ein Jahr jüngere Paul Windels, Landrat in Pommern, war wohl ein Bruder.